# Gunseo-myeon, Okcheon-gun
Gunseo-myeon (koreanska: 군서면) är en socken i den centrala delen av Sydkorea, 150 km söder om huvudstaden Seoul. Den ligger i kommunen Okcheon-gun i provinsen Norra Chungcheong.